# Kuga (Camus)
Kuga (franc.: La Peste) je roman francuskog književnika i filozofa Alberta Camusja iz 1947.
Roman je kronika koja opisuje fiktivnu epidemiju kuge što je 40-ih godina 20. stoljeća zahvatila Oran.  Pisan je u trećem licu iako ga zapravo piše jedan od sudionika zbivanja, doktor Bernard Rieux, pri čemu se koristi i bilješkama drugog važnog lika, Jeana Tarroua.  Uz njih dvojicu, značajni likovi su i kriminalac Cottard, zaljubljeni novinar Rambert, svećenik Paneloux te Joseph Grand, činovnik koji pokušava napisati knjigu.   Od početka epidemije i invazije štakora pa do njezinog povlačenja, opisane su sudbine ljudi koji se pokušavaju nositi sa sveprisutnom bolešću i tjeskobom u zatvorenom gradu.  Djelo se često tumači i kao alegorijski prikaz otpora nacističkoj okupaciji.
Kuga je stvarana sedam godina: početna verzija bila je gotova 1943., a nakon mnogih prepravljanja objavljena je četiri godine kasnije.  Za potrebe pisanja Camus je proučavao medicinske priručnike i razna književna djela u kojima je bolest opisana.  Glavnu temu romana čine filozofska pitanja o apsurdnosti života, smrti, patnji, ljubavi i solidarnosti.  Djelo je vrlo složeno i pisano na tradicionalan način za razliku od Stranca koji je, međutim, daleko popularniji.  